# Кохання, секс і пандемія
«Кохання, секс і пандемія» (пол. «Miłość, seks & pandemia») — польська драма 2022 року режисера Патрика Веґи. У фільмі події розгортаються під час пандемії коронавірусної хвороби COVID-19. Прем'єра фільму відбулася 4 лютого 2022 року.

## Акторський склад
| Актор                     | Роль                  |
| ------------------------- | --------------------- |
| Себастьян Дела            | Бартек                |
| Анна Муха                 | Кая                   |
| Зофія Зборовська          | Ольга                 |
| Малгожата Розенек-Майдан  | Нора                  |
| Войцех Сікора             | Альф                  |
| Войцех Джиздик            |                       |
| Джоанна Фальковська-Місяк | перший кліент Бартека |
| Ізабела Чойнацька         |                       |
| Кеті Новак                |                       |
| Леонардо Маркес           | Баха                  |
| Девід Чупринський         | Джонні                |
| Міхал Чернецький          | Каміль                |
| Томаш Дедек               | батько Бартека        |
| Вероніка Лесяк            | Роксана               |
| Моніка Ласковська         |                       |
| Лукаш Павлак              | хуліган               |
| Александра Новіцька       |                       |
| Пауліна Масяк             |                       |

## Виробництво
Виготовлення фільму під робочою назвою «Кохання в дні чуми» (пол. «Miłość w czasach zarazy») розпочалося у березні 2020 року, під час карантину, викликаного спалахом епідемії коронавірусу. Спочатку прем'єру фільму планували на 7 лютого 2021 року, але через закриття кінотеатрів через пандемію COVID-19 прем'єру скасували. У грудні 2021 року з’явився офіційний постер фільму з датою виходу, тобто 4 лютого 2022 року, а перший трейлер був опублікований в Інтернеті 31 грудня 2020 року.